# Argema occidentalis
Argema occidentalis är en fjärilsart som beskrevs av M.Gaede 1927. Argema occidentalis ingår i släktet Argema och familjen påfågelsspinnare. Inga underarter finns listade i Catalogue of Life.